# ژوزف پروست
ژوزف پروست (انگلیسی: Joseph Proust؛ زاده ۲۶ سپتامبر ۱۷۵۴ درگذشته ۵ ژوئیهٔ ۱۸۲۶) یک شیمی‌دان اهل فرانسه بود. او بیشتر از همه به خاطر قانون نسبت‌های معین که در سال ۱۷۹۴ مطرح کرد، مشهور است، که ترکیب های شیمیایی با نسبت های معین باهم ترکیب میشود

## زندگی نامه

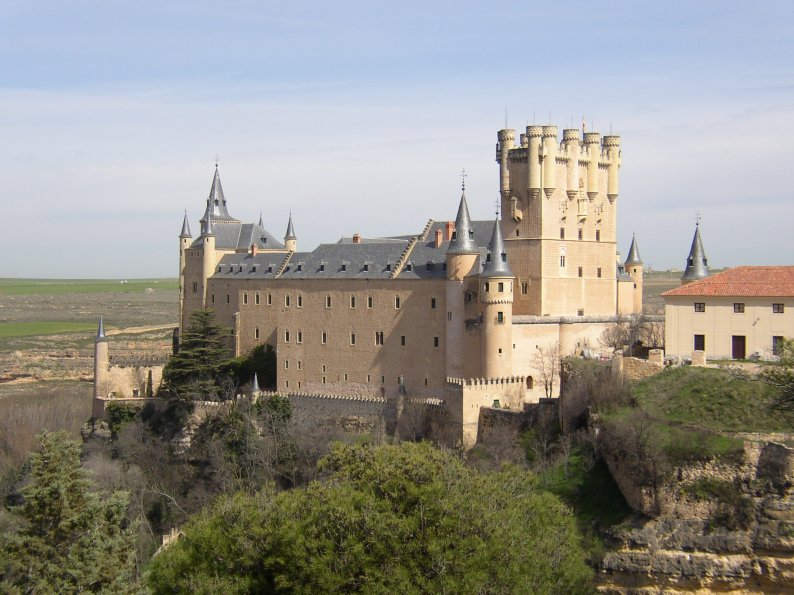
انگرس فرانسه

ژوزف لویی پروست زاده 26 سپتامبر سال 1754 در انگرس فرانسه است. پدر او یک به عنوان یک عطار در شهر انگرس بود. ژوزف در مغازه پدرش به تحصیل شیمی پرداخت و بعد ها به پاریس رفت جایی که او مقام مسئول عطاری های سالپتریره را به دست اورد. او همچنین شیمی را همراه با پیلاتره رویزر (هوانورد معروف) تدریس می کرد. تحت نفوذ شاه کارلوس چهارم او به اسپانیا رفت. او در مدرسه ای در سگویا و در دانشگاه سالامانکا شیمی تدریس میکرد. اما هنگامی که ناپلئون به اسپانیا لشکر کشید، انها ازمایشگاه پروست را سوزاندند و ان را مجبور کردند که به فرانسه برگردد. در 5 ژوئیه 1826 در انگرس در گذشت. ماده معدنی پروستیت (Ag3AsS3) را به افتخار او نامگذاری کردند. 